# Classificazione di Bautz-Morgan
La classificazione di Bautz-Morgan fu sviluppata nel 1970 da Laura P. Bautz e William Wilson Morgan al fine di categorizzare gli ammassi di galassie sulla base della loro morfologia. Sono stati definiti tre tipi principali: I, II, e III. Sono anche previste tipologie intermedie (I-II, II-III). Inizialmente fu proposto anche un tipo IV, ma non incluso nella stesura definitiva.

## Classificazione
- Il tipo I è un ammasso dominato da una galassia cD (cioè una galassia centrale dominante, di solito una ellilltica supergigante) brillante, grande e supermassicia; ad esempio Abell 2029 e Abell 2199.
- Il tipo II è un ammasso che contiene galassie ellittiche la cui brillantezza relativa all'ammasso è intermedia tra il tipo I e il tipo III. L'ammasso della Chioma (Abell 1656) ne è un esempio.
- Il tipo III è un ammasso che non ha componenti particolarmente degni di nota, come ad esempio l'ammasso della Vergine. Il tipo III è suddiviso a sua volta in tipo IIIE e tipo IIIS
  - Tipo IIIE sono ammassi che non contengono molte galassie giganti spirali;
  - Tipo IIIS sono ammassi che contengono molte galassie giganti spirali.
- Il “deprecato” tipo IV classificava quegli ammassi i cui membri più brillanti erano costituite prevalentemente da galassie spirali.[2]

## Esempi
|  | Ammasso               | Tipo        | Note |
|  | --------------------- | ----------- | ---- |
|  | Abell 2199            | Tipo I      |      |
|  | Abell S740            | Tipo I-II   |      |
|  | Ammasso della Chioma  | Tipo II     |      |
|  | Abell 1689            | Tipo II-III |      |
|  | Ammasso della Vergine | Tipo III    |      |
|  |                       | Tipo IIIS   |      |
|  |                       | Tipo IIIE   |      |